# Opodiphthera pluto
Opodiphthera pluto är en fjärilsart som beskrevs av L.Sonthonnax 1899. Opodiphthera pluto ingår i släktet Opodiphthera och familjen påfågelsspinnare. Inga underarter finns listade i Catalogue of Life.